# Heliomeris longifolia
Heliomeris longifolia là một loài thực vật có hoa trong họ Cúc. Loài này được (B.L.Rob. & Greenm.) Cockerell mô tả khoa học đầu tiên năm 1918.